# Râul Izvorul, Jiu
Râul Izvorul este un curs de apă, afluent al râului Jiu. 